# Plymouth (Massachusetts)
Plymouth es un pueblo ubicado en el condado de Plymouth en el estado estadounidense de Massachusetts. En el Censo de 2010 tenía una población de 56.468 habitantes y una densidad poblacional de 162,76 personas por km².
Plymouth es una de las dos sedes del condado de Plymouth, la otra es Brockton. Su nombre se debe a Plymouth, Devon, Reino Unido, que a su vez recibe su nombre por la desembocadura (mouth) del río Plym.
Plymouth es conocida por ser el asentamiento de la colonia de peregrinos, que viajaron en el Mayflower. Fundada en 1620, Plymouth es el municipio más antiguo de Nueva Inglaterra y uno de los más antiguos de Estados Unidos. Además es el asentamiento inglés continuamente habitado más antiguo de los Estados Unidos. La ciudad ha sido la localización de varios acontecimientos importantes, siendo el más destacado la organización de la primera fiesta de acción de gracias en territorio norteamericano. Plymouth fue la capital de la Colonia de Plymouth desde su fundación en 1620 hasta que la colonia se disolvió en 1691.
Plymouth está situada aproximadamente a 64 km al sur de Boston en la región de Massachusetts conocida como Costa Sur. A lo largo del siglo XIX la ciudad creció como un centro de tráfico marítimo, pesquero, naviero y de fabricación de cuerdas, y llegó a tener la empresa de fabricación de cuerdas más grande del mundo, la  Plymouth Cordage Company. Aunque continúa siendo un puerto activo, actualmente la principal industria de Plymouth es el turismo. Plymouth está comunicada por el aeropuerto municipal Plymouth, y es la sede del Museo Pilgrim Hall, el museo en continuo funcionamiento más antiguo de los Estados Unidos. 
Como uno de los primeros asentamientos del país, Plymouth es bien conocido en los Estados Unidos por su valor histórico. Los eventos sobre la historia de Plymouth se han convertido en parte de la mitología de los Estados Unidos, y en particular los relativos a la roca de Plymouth, los padres peregrinos y el Día de Acción de Gracias, y la ciudad se convierte en un punto turístico popular durante las vacaciones de este día.

## Historia

### Época precolonial
Antes de la llegada de los peregrinos, Plymouth era un pueblo de la tribu Wampanoag llamado Patuxet. La región fue visitada dos veces por exploradores europeos antes del establecimiento de la colonia de Plymouth. En 1605, el explorador francés Samuel de Champlain navegó hasta el puerto de Plymouth y lo llamó Port St. Louis. El capitán John Smith fue un líder de la colonia de Jamestown, Virginia, y exploró partes de la bahía de Cape Cod y se le atribuye haber dado a la región el nombre de "Nueva Plimouth".
Dos plagas azotaron la costa de Nueva Inglaterra en 1614 y 1617, matando entre el 90% y el 95% de los habitantes locales de la tribu Wampanoag. La casi destrucción de la tribu a causa de las enfermedades hizo que sus campos de maíz y las zonas despejadas quedaran vacías para que los ocuparan los peregrinos.

### Época colonial
Plymouth desempeñó un papel muy importante en la historia colonial estadounidense. Fue el lugar de desembarco final del primer viaje del Mayflower y el lugar del asentamiento original de la Colonia de Plymouth. Plymouth fue fundada en diciembre de 1620 por Peregrinos separatistas que se habían separado de la Iglesia de Inglaterra, creyendo que la Iglesia no había completado el trabajo de la Reforma Protestante. Hoy en día, estos colonos son más conocidos como los "Peregrinos", un término acuñado por William Bradford.
El Mayflower ancló por primera vez en el puerto de Provincetown, Massachusetts el 11 de noviembre de 1620. El barco se dirigía a la desembocadura del río El río Hudson (que en ese momento se encontraba en el territorio teórico de la Colonia de Virginia, antes del establecimiento de Nueva Ámsterdam), pero no se extendía más allá de Cabo Cod. Los colonos peregrinos se dieron cuenta de que no tenían una patente para establecerse en la región, por lo que firmaron el Pacto del Mayflower antes de desembarcar. Exploraron varias partes de Cabo Cod y finalmente buscaron un lugar adecuado para un asentamiento permanente al oeste en la Bahía de Cabo Cod. Descubrieron las aguas protegidas del Puerto de Plymouth el 17 de diciembre. Desde la bahía protegida encontraron un sitio para el nuevo asentamiento después de tres días de reconocimiento.
Los colonos desembarcaron oficialmente el 21 de diciembre de 1620. Se dice tradicionalmente que los peregrinos pusieron pie por primera vez en América en el sitio de Plymouth Rock, aunque no existe ninguna evidencia histórica que respalde esta afirmación.

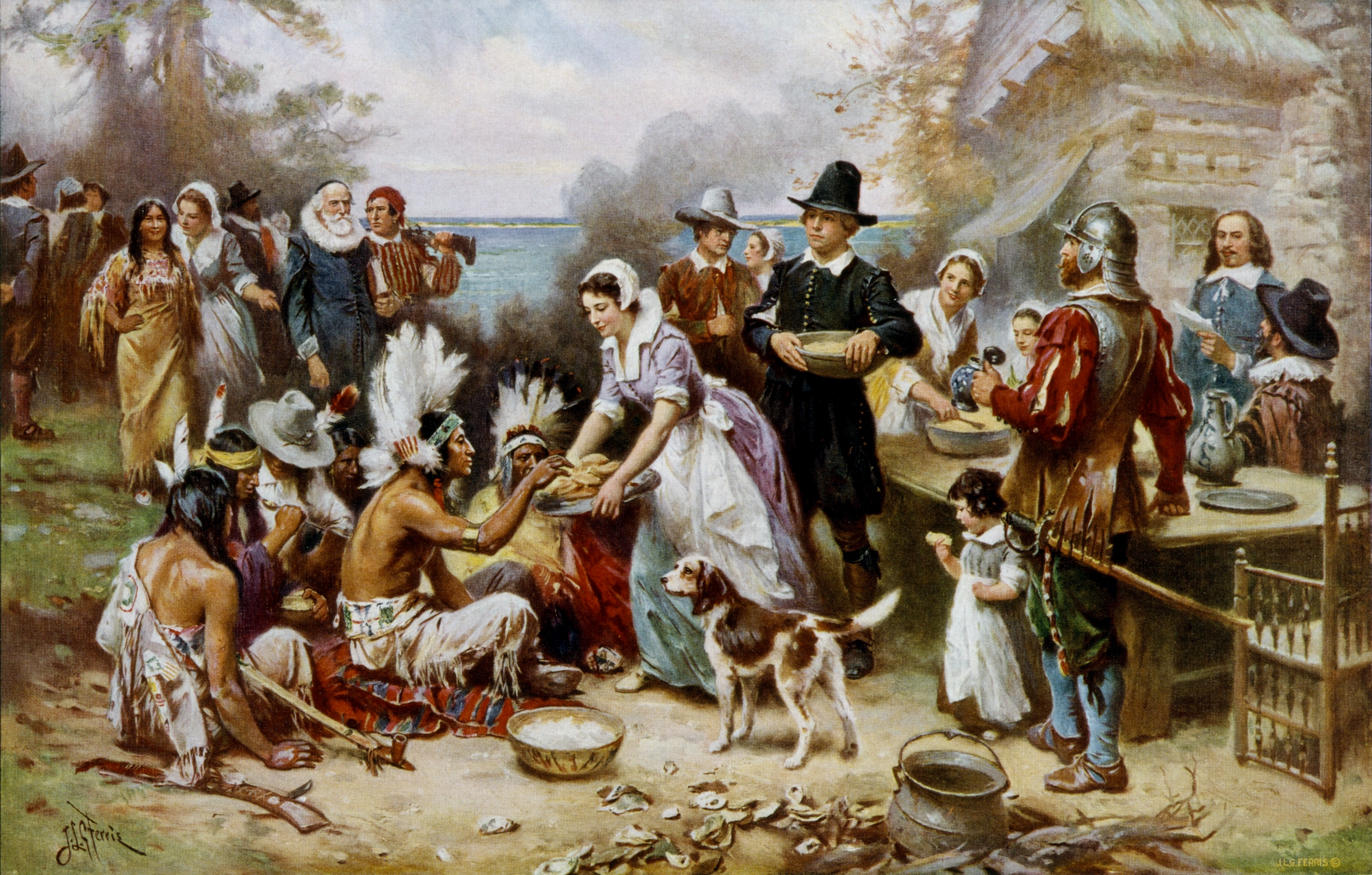
The First Thanksgiving, pintado por Jean Leon Gerome Ferris (1863–1930). El primer Día de Acción de Gracias tuvo lugar en Plymouth en 1621

#### Primer invierno
La colonia de Plymouth enfrentó muchas dificultades durante su primer invierno, siendo las más notables el riesgo de hambruna y la falta de refugio adecuado. Desde el principio, los colonos dependieron de la ayuda de los nativos americanos. El diario de un colono informa:
Marchamos hasta el lugar que llamamos Cornhill, donde habíamos encontrado el maíz antes. En otro lugar que habíamos visto antes, cavamos y encontramos más maíz, dos o tres canastas llenas, y una bolsa de frijoles. ... En total teníamos alrededor de diez fanegas, que serán suficientes para semillas. Es con la ayuda de Dios que encontramos este maíz, porque ¿de qué otra manera podríamos haberlo hecho, sin encontrarnos con algunos indios que podrían molestarnos?
Durante su exploración anterior del Cabo, los peregrinos habían llegado a un lugar de entierro de nativos americanos que contenía maíz, y se habían llevado el maíz para futuras plantaciones.
Una ayuda aún mayor provino de Samoset y Tisquantum (conocido como Squanto por los peregrinos), un nativo americano enviado por el jefe Massasoit de la tribu Wampanoag como embajador y asesor técnico. Squanto había sido secuestrado en 1614 por un colono y vendido como esclavo en Málaga, España. Con la ayuda de otro colono, escapó de la esclavitud y regresó a casa en 1619. Enseñó a los colonos a cultivar maíz, dónde y cómo pescar, y otras habilidades útiles para el Nuevo Mundo. También fue fundamental para la supervivencia del asentamiento durante los dos primeros años.[cita requerida]
Squanto y Hobomok, otro guía enviado por Massasoit en 1621, ayudaron a los colonos a establecer puestos de comercio de pieles. El jefe Massasoit posteriormente firmó un tratado de paz con los peregrinos. Tras obtener una abundante cosecha en el otoño de 1621, los peregrinos se reunieron con Squanto, Samoset, Massasoit y otros noventa hombres wampanoag para celebrar una acción de gracias a Dios por su abundante cosecha. Esta celebración se conoce hoy como el Primer Día de Acción de Gracias. Se conmemora anualmente en el centro de Plymouth con un desfile y una recreación. Desde 1941, Estados Unidos celebra el Día de Acción de Gracias como un feriado federal.
[[File:Signature of Josiah Cotton.jpg|thumbnail|Un día festivo del siglo XVIII Escritura de Plymouth firmada por Josiah Cotton como registrador de escrituras.
Plymouth fue la capital de la colonia de Plymouth (que comprendía los actuales condados de Barnstable, Massachusetts, Bristol y Plymouth) desde su fundación en 1620 hasta 1691, cuando se fusionó con la colonia de la Bahía de Massachusetts y otros territorios para formar la provincia de la Bahía de Massachusetts.

### Guerra de la Independencia
Durante la Guerra de la Independencia de los Estados Unidos, la milicia del condado de Plymouth estaba liderada por el coronel Theophilus Cotton de Plymouth. La noticia de las batallas de Concord y Lexington llegó a Plymouth, y Cotton reunió a sus soldados y marchó sobre la ciudad de Marshfield, Massachusetts. Allí se había establecido un pequeño cuartel británico en la finca de Nathaniel Ray Thomas, hoy conocida como la finca de Daniel Webster. Las fuerzas de Cotton rodearon a las tropas británicas, pero Cotton decidió no disparar, lo que permitió a los británicos escapar por agua río abajo por el río Green Harbor y regresar a la seguridad de las fuerzas británicas que ocupaban Boston.

### SigloXIX

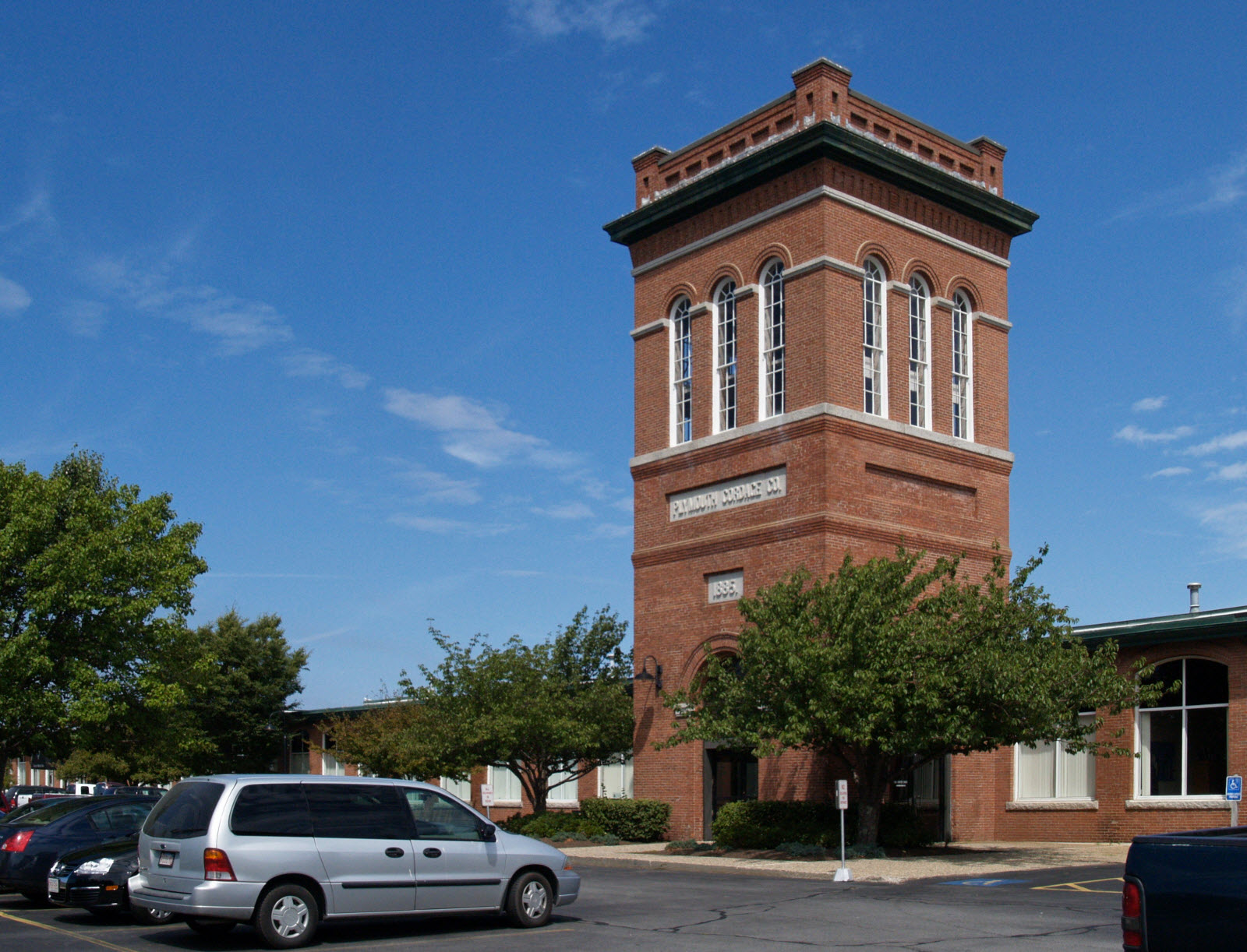
Cordage Commerce Center, North Plymouth

En el siglo XIX, Plymouth seguía siendo una ciudad costera relativamente aislada cuyo sustento dependía de la pesca y el transporte marítimo. Con el tiempo, la ciudad se convirtió en un centro regional de construcción naval y pesca. Su principal industria fue la Plymouth Cordage Company, fundada en 1824, que se convirtió en el mayor fabricante de cuerdas y productos de cordaje del mundo. En un momento dado, el paseo en cuerda floja más largo del mundo se encontró en el sitio de la Cordage Company en la costa de North Plymouth, con una longitud de un cuarto de milla (0,4 km). La empresa prosperó hasta la década de 1960, pero se vio obligada a cerrar en 1964 debido a la competencia de las cuerdas de fibra sintética. La fábrica tiene Ha sido renovado para su uso como numerosas oficinas, restaurantes y tiendas, y se conoce como Cordage Commerce Center.

### Historia moderna
Plymouth ha disfrutado de un rápido crecimiento y desarrollo desde finales del siglo XX. Se hizo más accesible a Boston a principios de la década de 1970 gracias a la mejora de las vías férreas, las carreteras y las rutas de autobús. El bajo coste de los terrenos y las bajas tasas impositivas de la ciudad contribuyeron a atraer a miles de nuevos residentes. Su población creció de 18.606 habitantes en 1970 a 45.608 en 1990, un aumento del 145 % en 20 años. Plymouth ha superado en población a varias ciudades de Massachusetts, pero aún se considera oficialmente una ciudad y continúa gobernada por una junta de concejales en lugar de un alcalde.
Plymouth abarca varias salidas de la carretera principal de la ciudad, la Massachusetts Route 3. Se puede acceder a ella mediante una prolongación de la U.S. Route 44.

## Geografía
Plymouth se encuentra ubicado en las coordenadas 41°53′39″N 70°37′7″O / 41.89417, -70.61861. Según la Oficina del Censo de los Estados Unidos, Plymouth tiene una superficie total de 346.94 km², de la cual 249.82 km² corresponden a tierra firme y (27.99%) 97.12 km² es agua.

## Demografía
Según el censo de 2010, había 56.468 personas residiendo en Plymouth. La densidad de población era de 162,76 hab./km². De los 56.468 habitantes, Plymouth estaba compuesto por el 93.78% blancos, el 2.03% eran afroamericanos, el 0.34% eran amerindios, el 0.91% eran asiáticos, el 0.04% eran isleños del Pacífico, el 1.15% eran de otras razas y el 1.75% pertenecían a dos o más razas. Del total de la población el 1.82% eran hispanos o latinos de cualquier raza.

## Cultura popular
Plymouth es el escenario principal de la película del 2023 Thanksgiving, dirigida por Eli Roth, en la que un asesino disfrazado del peregrino John Carver amenaza al pueblo en venganza por un fatídico accidente acontecido el año anterior.